# Lomas Chicas
Lomas Chicas är en ort i Mexiko.   Den ligger i kommunen Gutiérrez Zamora och delstaten Veracruz, i den sydöstra delen av landet, 230 km nordost om huvudstaden Mexico City. Lomas Chicas ligger 23 meter över havet och antalet invånare är 198.
Terrängen runt Lomas Chicas är huvudsakligen platt, men åt nordväst är den kuperad. Runt Lomas Chicas är det ganska glesbefolkat, med 32 invånare per kvadratkilometer. Närmaste större samhälle är Papantla de Olarte, 19,2 km väster om Lomas Chicas. Omgivningarna runt Lomas Chicas är en mosaik av jordbruksmark och naturlig växtlighet.